# Ramon il messicano
Ramon il messicano è un film italiano del 1966 diretto da Maurizio Pradeaux.

## Trama
Agua Prieta (Messico). Ai piedi di un paesaggio roccioso due clan rivali si contendono il potere: i Morales e i Baxter. Lungo la riva del fiume, Esmeralda mentre fa il bagno viene molestata da un brutto ceffo, Juan Morales. I fratelli John e Slim Baxter lo prendono a pugni e infine lo uccidono. È l'inizio di una lunga serie di cruenti ripicche.
Più tardi, infatti, il pistolero Ramòn Morales detto "Il Messicano", padrone del paese, va al ranch di Reed, ma non trovando Slim, uccide il capostipite degli americani Baxter, per vendicare la morte di Juan, e rapisce Esmeralda, designandola sua futura moglie, anche se era già legata a Slim Baxter.
Frattanto, per aver ucciso un Morales lo sceriffo ha posto sulla testa di Slim una taglia da 500 dollari, il quale su consiglio del padre si era nascosto fra le montagne del Peñón con il suo gruppo. Slim è informato di quanto è accaduto al padre e a Esmeralda dal vecchio amico Joselito. Baxter sfida Ramon ma dopo il duello resta in fin di vita. Esmeralda, ancora innamorata di Slim, promette alla madonna di donarsi interamente a Ramòn se risparmierà dalla morte Slim.
Definitivamente guarito, Slim uccide in un agguato due degli uomini di Morales. Intanto, dalle montagne giunge Kelton Towers, un pistolero che vuole riscuotere la taglia di 1000 dollari che pende su un altro dei Baxter, Jack Karson. Kelton si avvicina al gruppo dei Baxton e chiede a Slim soldi e armi per rinunciare alla cattura di Karson. Inoltre, Kelton li informa dell'imminenza del passaggio di tre diligenze destinate ai Morales, cariche di fucili dalla frontiera, segno dell'inasprimento della ripresa della guerra tra i due gruppi.
Slim fa esplodere uno dei carri in corsa, pieno di polvere da sparo e di Winchester, per poi scappare dai suoi familiari. Mentre John riaccompagna il fratello Slim a casa dopo la fuga, la vendetta senza limiti di Ramòn non si fa attendere: assieme ai suoi uomini uccidono tutti gli yankee del ranch dei Baxter, compresa la cameriera Patty che assiste la vecchia capostipite, appena morta dallo spavento.
John Baxter scopre la strage e va in paese per ottenere giustizia dalla legge. Non ha ancora finito di ragguagliare lo sceriffo, quando Ramòn uccide a bruciapelo John.
Il giorno delle nozze di Ramòn con Esmeralda tutto il clan dei Morales è in festa: il reverendo che aspettavano in arrivo con la diligenza nella piazza del paese è in realtà Slim Baxter, da tempo sparito tra le montagne, perfezionatosi in velocità e in precisione di tiri per preparare la ritorsione contro i Morales.
Esmeralda si lancia ai piedi dell'ex innamorato, mentre Slim uccide implacabilmente quattro uomini compreso il rivale Ramòn. Lo sceriffo, accanto ai Morales morti, salva la vita a Slim uccidendo Kelton, pronto a colpirlo a tradimento alle sue spalle e che bramava di diventare il nuovo leader dei due clan.